# Epipolaeum absconditum
Epipolaeum absconditum är en svampart som tillhör divisionen sporsäcksvampar, och som först beskrevs av Johanson, och fick sitt nu gällande namn av Lennart Holm. Epipolaeum absconditum ingår i släktet Epipolaeum, och familjen Pseudoperisporiaceae. Arten är reproducerande i Sverige.